# Châtillon-en-Vendelais
Châtillon-en-Vendelais é uma comuna francesa na região administrativa da Bretanha, no departamento Ille-et-Vilaine. Estende-se por uma área de 31,79 km². Em 2010 a comuna tinha 1 717 habitantes (densidade: 54 hab./km²).